# Идиот (спектакль Театра имени Е. Б. Вахтангова)
«Идиот» — спектакль по мотивам одноимённого романа Ф. М. Достоевского, поставленный в 1958 году Александрой Ремизовой на сцене драматического московского театра имени Е. Б. Вахтангова. Был экранизирован в 1979 году.

## Критика
Постановка Александры Ремизовой — это весьма глубокое прочтение романа, история получилась глубоко психологичной и мрачной. В данной сценической картине акцент сделан «на психологизме отношений, гуманистической проблематике романа, затронутых в нём социально-нравственных вопросах…» Князь Мышкин Николая Гриценко становился всё более больным на протяжении постановки, игра была весьма напряжённой. Настасья Филипповна была умна, тиха и сдержана. Темперамент Рогожина выдавал лишь взгляд и порывистые движения, а сам персонаж проявлял сдержанность до финальной сцены.

Признание этого спектакля было нелёгким, успех не быстрым. Он был неожиданно условным, внебытовым. Со сцены говорилось о сложном, требующем от зрителя трудной душевной заботы и понимания. В постановке Ремизовой не было ничего прямолинейного…— 
Современный исследователь Л. И. Сараскина пишет, что «об этой постановке остались сдержанные отзывы. По-видимому, вахтанговцам нелегко было соперничать с ленинградским театром и Николаю Гриценко — с Иннокентием Смоктуновским, слава которого гремела и была хорошо слышна в Москве. Но вот Настасья Филипповна в исполнении Юлии Борисовой, кажется, сильно выигрывала у Нины Ольхиной, актрисы БДТ. Факт тот, что, увидев Борисову в московском спектакле, И. А. Пырьев пригласил её на роль Настасьи Филипповны в свой фильм». В актёрской странице жизни Юлии Борисовой данная роль занимает особое место.
Актёр Владимир Этуш вспоминал, что герой Гриценко «был человеком „без кожи“», с абсолютно оголёнными нервами, с предельно раскрытой душой, бесконечно влюблённый и восприимчивый ко всему.
Отличает данную постановку от всех финальная сцена. Оба героя после убийства Настасьи Филипповны сидят, обнявшись, на полу перед зрителем. Их обоих сотрясает дрожь, которая передаёт близость к безумию. Их лица искажены эмоциями: у одного — тоска и мучение любви, у другого — жалость к страданиям безумно любящего человека. Постановка заканчивается слова князя Мышкина: «Как страшно в этом мире! Как страшно…»

## Исполнители ролей
- Николай Гриценко, Евгений Карельских — князь Мышкин
- Михаил Ульянов — Парфён Рогожин
- Юлия Борисова — Настасья Филипповна
- Елизавета Алексеева, Алла Парфаньяк — Лизавета Прокофьевна Епанчина
- Иосиф Толчанов — Иван Фёдорович Епанчин
- Марианна Вертинская — Аделаида Епанчина
- Элеонора Шашкова, Елена Измайлова — Александра Епанчина
- Людмила Целиковская, Валентина Малявина — Аглая Епанчина
- Вячеслав Дугин — Ганя Иволгин
- Александр Граве — Афанасий Иванович Тоцкий
- Александр Кашперов — Фердыщенко

## Постановочная группа
- Александра Ремизова — постановка
- Исаак Рабинович — художник
- Ростислав Архангельский — музыкальное оформление